# Emil Rüster
Emil Rüster (* 8. April 1883 in Augsburg; † 16. Dezember 1949 in Berlin) war ein deutscher Architekt, Baubeamter und Hochschullehrer.
Emil Rüster studierte Architektur an der Technischen Hochschule Stuttgart und der Technischen Hochschule München. Nach seinem Abschluss als Diplom-Ingenieur im Jahre 1906 war er zunächst als Assistent, später als Bürochef für Friedrich von Thiersch und Richard Riemerschmid in München tätig. Von 1913 bis 1921 lebte er in Leipzig. Im Stadterweiterungsamt des Rates der Stadt Leipzig war er ab 1914 als Stadtbauinspektor und später als Stadtbaudirektor und Technischer Leiter der sozialen Wohnungsbaugesellschaft im Einsatz. 1921 bekleidete er das Amt des Stadtbaurats für das Hochbauwesen in Stettin. Im selben Jahr wurde er ordentlicher Professor der Technischen Hochschule Berlin mit Lehrauftrag für das Entwerfen von Hochbauten, Baugeschichte der neueren Zeit und Gebäudelehre. 1945 nach Kriegsende wurde er Mitglied der Kommission für die Wiedereröffnung der ehemaligen Technischen Hochschule.